# Viador (homem ilustre)
Viador (em latim: Viator) foi um oficial bizantino do século VI, ativo no reinado de Justiniano (r. 527–565). Em fevereiro ou março de 559, como homem espectável (vir spectabilis) na Itália, recebeu carta do papa Pelágio I (r. 556–561) endereçada a ele e a Pancrácio.